# Линия Фоша

Польско-литовская граница в 1918-1939 годах. Линия Фоша обозначена тёмно-зелёным цветом

Линия Фо́ша (пол. Linia Focha; лит. Fošo linija)  — демаркационная линия между Польшей и Литвой, проект которой был разработан штабом маршала Фердинанда Фоша и поддержан Верховным советом Антанты 26 июля 1919 года.
Линия Фоша начиналась от Виштынца (Виштитиса), на границе с Восточной Пруссией, затем проходила в северном направлении до населённого пункта Вижайны, оставляя на литовской стороне город Любов (Любавас), далее пролегала на север до Пуньска, северным берегом озера Галадуш, шла к востоку от поселения Бержники до реки Марыхи и далее вдоль неё, а также речки Юры вплоть до устья Немана. После окончания Немана граница должна была пролегать на 12 км в северо-западном направлении от железной дороги Гродно — Вильно — Динабург.